# 平生昌
平 生昌（たいら の なりまさ）は、平安時代中期の貴族。桓武平氏高棟流、美作介・平珍材の次男。官位は正四位下・播磨介。

## 経歴
地方官を務めた父・平珍材と郡司の娘の間に生まれるが、後に兄の惟仲と共に平安京に上って大学寮に入り、兄弟揃って文章生となる。中宮大進として一条天皇の中宮・藤原定子に仕えるが、長徳2年（996年）、長徳の変が発生して、定子の兄である内大臣・藤原伊周が失脚して大宰権帥に左遷された際、伊周が大宰府へ向かう途中で密かに播磨国から引き返して入京したことを、生昌は藤原道長に密告している。
のち、但馬守を務め、長徳4年（998年）には但馬守の重任を願う申文を提出している。長保元年（999年）8月に定子が出産のために内裏を退出する際、定子の生家である二条邸が長徳元年（995年）夏に焼失していたため、生昌の三条宅（三条坊門北、東洞院東）が行啓先に選ばれた。生昌邸が選ばれたのは、同母兄である惟仲が直前まで中宮職の長官である中宮大夫を勤めており、さらに生昌がかつて中宮大進を勤めて定子に仕えていた縁と推測される。当時、定子に仕えていた清少納言は、この時の様子を『枕草子』に記している。生昌の邸宅は下級貴族相応のものであったため、定子は輿に乗って入ったが、清少納言ら女房達が乗った車は門を入れず、歩いて入る羽目になった。この事を含め、定子の世話を任された生昌が、清少納言に色々と物笑いの種にされているが、これには中宮大夫の職を僅か半年で辞任することで、定子の実家であった中関白家を見限った形となった兄の惟仲に対する、定子側の清少納言の怒りが込められていると見られる。生昌邸で定子は同年11月に皇子（敦康親王）を、翌長保2年（1000年）12月には皇女（媄子内親王）を出産するが、皇女出産の直後に崩御した。
長保4年（1002年）より備中介を務めるが、寛弘元年（1004年）、大宰権帥（一説では大宰帥）を務めていた兄の惟仲が宇佐神宮より訴えられたことから、左大臣・藤原道長の命をうけて鎮西に下る。翌寛弘2年（1005年）、惟仲が大宰府で病死したため、生昌は荼毘に付された惟仲の遺骨を平安京に持ち帰った。寛弘6年（1009年）3月に播磨介に任ぜられ、同年8月には東宮・居貞親王（のちの三条天皇）御所への昇殿を許されている。
長和5年（1016年）、生昌の三条宅が焼亡するが、この頃には既に卒去していた。

## 系譜
『尊卑分脈』による。
- 父：平珍材
- 母：備中国青河郡郡司の娘[要出典]
- 生母不詳の子女
  - 男子：平雅康
  - 男子：平以康

## 官歴
- 長徳2年（996年） 10月8日：見中宮大進（中宮・藤原定子）[6]
- 長徳4年（998年） 12月29日：見但馬守[7]
- 長保元年（999年） 8月9日：前但馬守[8]
- 長保4年（1002年） 11月9日：備中介[7]
- 寛弘6年（1009年） 3月4日：播磨介[7]。8月23日：春宮昇殿（春宮・東宮・居貞親王）[9]